# Thạch Kim Tuấn
Thạch Kim Tuấn (sinh ngày 15 tháng 1 năm 1994) là một vận động viên cử tạ Việt Nam, thi đấu ở hạng 56 kg. Anh từng giành 3 huy chương đồng tại Giải vô địch cử tạ thế giới 2013, 1 huy chương bạc và 2 huy chương đồng tại Giải cử tạ trẻ thế giới 2011, ba huy chương vàng ở Giải cử tạ trẻ châu Á 2011, huy chương bạc Đại hội Thể thao châu Á 2014.

## Thuở thiếu thời
Thạch Kim Tuấn sinh ra trong một gia đình Khmer nghèo ở huyện Hàm Tân, tỉnh Bình Thuận. Mẹ mất sớm vì tai nạn giao thông nên chị cả của gia đình đưa các em vào Thành phố Hồ Chí Minh kiếm sống. Thạch Kim Tuấn được học hết lớp 6.
Bước ngoặt đến vào năm 2006. khi Tuấn cùng với anh trai đi tập cử tạ, ban đầu đơn giản chỉ để thoát nghèo. Tập được vài tháng, hai anh em được giới thiệu với huấn luyện viên Huỳnh Hữu Chí. Ông nhận cả hai vào đội cử tạ Thành phố Hồ Chí Minh. Sau vài tháng, anh trai của anh bỏ cuộc, trong khi đó Tuấn vẫn kiên trì theo đuổi đam mê.

## Sự nghiệp

### 2009
Lần đầu tiên anh được gọi tham gia đội tuyển ở Giải cử tạ trẻ thế giới ở Thái Lan. Tuy không được kì vọng nhưng anh đã giành 3 huy chương bạc hạng 50 kg . Tiếp theo, ở Giải cử tạ trẻ châu Á tại Doha, anh giành được 1 huy chương vàng và 2 huy chương bạc .

### 2010
Thế vận hội Thanh niên Mùa hè 2010 tại Singapore, Thạch Kim Tuấn đã giành được huy chương vàng ở hạng 56 kg với tổng thành tích 256 kg . Với thành tích trong năm, anh được một tạp chí bình chọn trong "Top 10 vận động viên Việt được nhắc nhiều nhất 2010".

### 2011
Ở Giải cử tạ trẻ thế giới diễn ra vào tháng 6 tại Malaysia, Thạch Kim Tuấn giành được 1 huy chương bạc và 2 huy chương đồng với tổng thành tích 273 kg (cử giật 120 kg, cử đẩy 153 kg). Như vậy là có tiến bộ khi so sánh với thành tích năm 2010.
Đến tháng 9, tại Giải cử tạ trẻ châu Á, anh giành trọn cả ba huy chương vàng hạng 56 kg với tổng thành tích 277 kg (giật 127 kg, đẩy 150 kg), phá hai kỉ lục trẻ châu Á ở thành tích tổng cử và cử giật .
Tuy vậy, tại giải thế giới vào tháng 11 ở Pháp, Tuấn thi đấu không thành công khi không hoàn thành phần cử đẩy. Trong khi đó, đồng đội Trần Lê Quốc Toàn thi đấu cùng hạng cân có thành tích tốt hơn .
Tại SEA Games 26, là niềm hi vọng số 1 của cử tạ Việt Nam hạng 56 kg, Thạch Kim Tuấn chỉ giành được huy chương đồng với tổng cứ 271 kg (giật 123 kg, đẩy 148 kg) . Tuấn giải thích nguyên nhân do phải tham gia quá nhiều giải đấu trước đó, cộng thêm áp lực tâm lý đè nặng .

### 2012
Mục tiêu của anh trong năm 2012 là giành suất tham dự Thế vận hội Mùa hè 2012. Tuy nhiên, tại Giải vô địch cử tạ châu Á để chọn suất tham dự Thế vận hội, Tuấn chỉ đứng thứ tư ở hạng 56 kg, xếp sau đồng đội Trần Lê Quốc Toàn

### 2013
Tháng 6 năm 2013, tại Giải cử tạ vô địch châu Á, Thạch Kim Tuấn giành 3 huy chương bạc (125 kg cử giật, 156 kg cử đẩy, 281 kg tổng cử).
Tháng 9 năm 2013, Thạch Kim Tuấn giành 3 huy chương vàng (131 kg cử giật, 150 kg cử đẩy, 281 kg tổng cử) tại Giải cử tạ vô địch toàn quốc, trong đó nội dung cử giật với thành tích 131 kg đã phá vỡ kỷ lục quốc gia của Hoàng Anh Tuấn (130 kg, lập tại Thế vận hội Bắc Kinh 2008).
Tháng 10 năm 2013, tại Giải cử tạ vô địch thế giới, anh giành được 3 huy chương đồng (126 kg cử giật, 157 kg cử đẩy, 283 kg tổng cử). Cũng tại giải này, người đồng đội Trần Lê Quốc Toàn xếp hạng 4 cả ba nội dung (125 kg cử giật, 153 kg cử đẩy, 278 kg tổng cử).
Ngày 13/12/2013, tại Sea Games 27 ở Myanmar, Thạch Kim Tuấn giành tấm HCV hạng cân 56 kg với thành tích tổng cử 285 kg (129 kg cử giật, 156 kg cử đẩy), phá 2 kỷ lục SEA Games ở nội dung cử giật và tổng cử

### 2014
Tháng 6/2014, Thạch Kim Tuấn đã giành HCV hạng cân 56 kg ở Giải vô địch cử tạ trẻ thế giới với thành tích cử giật 133 kg, cử đẩy 160 kg, tổng cử 293 kg, phá kỷ lục trẻ thế giới của Long Quingquan tại Thế vận hội 2008 ở 2 nội dung cử giật (132 kg) và tổng cử (292 kg).
Tháng 9/2014, Thạch Kim Tuấn giành HCB ở Á Vận Hội 2014 tại Incheon, Hàn Quốc với thành tích cử giật 134 kg, cử đẩy 160 kg, tổng cử 294 kg.
Tháng 11/2014, Thạch Kim Tuấn giành 1 HCV, 2 HCB tại giải vô địch cử tạ thế giới 2014 tại Almaty, Kazakhstan. Thành tích cụ thể: HCV cử giật (135 kg, phá kỷ lục châu Á, trẻ thế giới), HCB cử đẩy (161 kg), HCB tổng cử (296 kg, phá kỷ lục trẻ thế giới).

### 2017
Ngày 28/08/2017, Lực sĩ Thạch Kim Tuấn đã giành Huy chương Vàng ở nội dung dưới 56kg đạt tổng cử là 269 kg.
Ngày 18/09/2017, anh tiếp tục mang huy chương vàng cho Đoàn Thể thao Việt Nam khi giành tấm huy chương Vàng đầu tiên cho Việt Nam tại AIMAG 5, anh cùng 11 vận động viên tranh tài ở chung kết nội dung 56kg vạt tổng cử 282 kg, trong đó phần thi cử giật, Kim Tuấn đăng ký mức ban đầu 125 kg. Đồng đội của anh là Trần Lê Quốc Toàn cũng đoạt Huy chương Bạc ở nội dung này.

### 2019
Chiều ngày 2/12/2019 Thạch Kim Tuấn thi đấu rất nỗ lực. Anh có thành tích cử giật 135 kg, cử đẩy 169 kg, tổng cử 304 kg.giành huy chương bạc nội dung 61 kg tại seagame. Anh thua VĐV của Indonexia là Eko Irawan cử giật 140 kg, cử đẩy 169 kg, tổng cử 309 kg.

### 2020
Ngày 24/1 2020 anh tham dự World Cup cử tạ Rome. Thạch Kim Tuấn xuất sắc vượt qua 7 đối thủ hầu hết mang quốc tịch châu Âu ở hạng 61 kg để giành trọn bộ 3 HCV hạng cân 61 kg.

## Đời tư
Khi không còn nặng gánh mưu sinh, Thạch Kim Tuấn muốn tiếp tục việc học hành dở dang từ lớp 6. Anh tiếp tục theo học bổ túc. Tiền kiếm được, anh để cho gia đình quản lý mong có được ngôi nhà và đến nay anh đã mua được một ngôi nhà cho gia đình.